# Eulithis insulicola
Eulithis insulicola är en fjärilsart som beskrevs av Otto Staudinger 1901. Eulithis insulicola ingår i släktet Eulithis och familjen mätare. Inga underarter finns listade i Catalogue of Life.